# Slovenský hokejista roku
Slovenský hokejista roku je každoročně udělované nejlepšímu slovenskému hráči. V roce 1993 se toto ocenění jmenovalo Zlatý puk. V letech 1993 až 1997 se toto ocenění předávalo pouze hráčům, kteří hráli pouze v domácí nejvyšší soutěži na Slovensku. Od roku 1998 se ocenění může udělit také hráčům z NHL, KHL nebo jakékoliv ligy v Evropě. Během výluky v NHL 2004/2005 bylo ocenění předáno nejlepšímu hráči v slovenské extralize. V roce 2014 se přejmenovalo na originální název Hokejista roka. Důvod přejmenováním byl že název Zlatý puk byl chráněnou obchodní značku, kterou vlastnila jiná spoločnost než SZĽH, proto se rozhodlo, že se založí nová anketa s novým názvem .
- Nejlepší slovenský hokejový útočník je každoročně udělované ocenění od roku 1998 útočníkům, kteří působí v NHL. Útočníci jsou nominování a posléze hlasování o ocenění útočník roku. Během výluky v NHL se toto ocenění vztahuje na nejlepšího útočníka v domácí nejvyšší soutěži na Slovensku. Od roku 1998 do roku 2000 bylo toto ocenění udělováno pro obránce ve slovenské nejvyšší soutěži.
- Nejlepší slovenský hokejový obránce (Cena Róberta Švehly) je každoročně udělované ocenění od roku 1998 obráncům, kteří působí v NHL. Obránci jsou nominování a posléze hlasování o ocenění obránce roku. Během výluky v NHL se toto ocenění vztahuje na nejlepšího obránce v domácí nejvyšší soutěži na Slovensku. Od roku 1998 do roku 2000 bylo toto ocenění udělováno pro obránce ve slovenské nejvyšší soutěži.
- Nejlepší slovenský hokejový brankář je každoročně udělované ocenění od roku 1998. Brankáři z různých soutěží, jsou nominování a posléze hlasování o ocenění brankáře roku.
- Nejlepší slovenský hokejový trenér je každoročně udělované ocenění od roku 1998.

## Držitelé

### Najlepší hokejista sezóny
Víťez v anketě Zlatý puk (do roku 1997 sa vyhlasoval jen Nejlepší hokejista sezóny)
| Ročník | Nejlepší hokejista (Hokejista roku) | Nejlepší brankář (Cena Vladimíra Dzurillu) | Nejlepší obránce (Cena Róberta Švehlu) | Nejlepší útočník (Cena Jozefa Golonku) | Nejlepší trenér (Cena Ladislava Horského) | Nejlepší hokejistka (Hokejistka roku) | Nejlepší rozhodčí (Cena Juraja Okoličányho) | Nejlepší hokejista do 20 roku (Cena Pavla Demitru) |
| ------ | ----------------------------------- | ------------------------------------------ | -------------------------------------- | -------------------------------------- | ----------------------------------------- | ------------------------------------- | ------------------------------------------- | -------------------------------------------------- |
| 1994   | Oto Haščák                          | Eduard Hartmann                            | -                                      | -                                      | -                                         | -                                     | -                                           | -                                                  |
| 1995   | Peter Šťastný                       | Jaromír Dragan                             | -                                      | -                                      | -                                         | -                                     | -                                           | -                                                  |
| 1996   | Jaromír Dragan                      | Jaromír Dragan                             | -                                      | -                                      | -                                         | -                                     | -                                           | -                                                  |
| 1997   | Zdeno Cíger                         | Igor Murín                                 | -                                      | -                                      | -                                         | -                                     | -                                           | -                                                  |
| 1998   | Peter Bondra                        | Miroslav Šimonovič                         | Róbert Pukalovič                       | Zdeno Cíger                            | Ernest Bokroš                             | -                                     | -                                           | -                                                  |
| 1999   | Pavol Demitra                       | Pavol Rybár                                | Ľubomír Višňovský                      | Zdeno Cíger                            | Ján Filc                                  | -                                     | -                                           | -                                                  |
| 2000   | Miroslav Šatan                      | Pavol Rybár                                | Ľubomír Višňovský                      | Miroslav Šatan                         | Ján Filc                                  | -                                     | -                                           | -                                                  |
| 2001   | Miroslav Šatan                      | Pavol Rybár                                | Ľubomír Višňovský                      | Richard Šechný                         | Július Šupler                             | -                                     | -                                           | -                                                  |
| 2002   | Peter Bondra                        | Ján Lašák                                  | Ľubomír Višňovský                      | Žigmund Pálffy                         | Ján Filc                                  | -                                     | -                                           | -                                                  |
| 2003   | Peter Bondra                        | Ján Lašák                                  | Ľubomír Višňovský                      | Žigmund Pálffy                         | František Hossa                           | -                                     | -                                           | -                                                  |
| 2004   | Miroslav Šatan                      | Ján Lašák                                  | Zdeno Chára                            | Michal Handzuš                         | Dušan Gregor                              | -                                     | -                                           | -                                                  |
| 2005   | Ľubomír Višňovský                   | Ján Lašák                                  | Ľubomír Višňovský                      | Marián Hossa                           | Miloš Říha                                | -                                     | -                                           | -                                                  |
| 2006   | Marián Hossa                        | Karol Križan                               | Zdeno Chára                            | Marián Hossa                           | Ján Šterbák                               | -                                     | -                                           | -                                                  |
| 2007   | Marián Hossa                        | Peter Budaj                                | Ľubomír Višňovský                      | Marián Hossa                           | Peter Oremus                              | -                                     | -                                           | -                                                  |
| 2008   | Marián Hossa                        | Peter Budaj                                | Ľubomír Višňovský                      | Marián Hossa                           | Peter Oremus                              | -                                     | Peter Ország                                | -                                                  |
| 2009   | Zdeno Chára                         | Jaroslav Halák                             | Zdeno Chára                            | Marián Hossa                           | Anton Tomko                               | Zuzana Tomčíková                      | Peter Ország                                | Tomáš Tatar                                        |
| 2010   | Marián Hossa                        | Jaroslav Halák                             | Zdeno Chára                            | Marián Gáborík                         | Ján Filc                                  | Zuzana Tomčíková                      | Vladimír Baluška                            | Richard Pánik                                      |
| 2011   | Zdeno Chára                         | Jaroslav Halák                             | Zdeno Chára                            | Pavol Demitra                          | Július Šupler                             | Zuzana Tomčíková                      | Peter Ország                                | Richard Pánik                                      |
| 2012   | Zdeno Chára                         | Ján Laco                                   | Zdeno Chára                            | Marián Gáborík                         | Vladimír Vůjtek                           | -                                     | Vladimír Baluška                            | Tomáš Jurčo                                        |
| 2013   | Zdeno Chára                         | Rastislav Staňa                            | Zdeno Chára                            | Marián Hossa                           | Peter Mikula                              | -                                     | Vladimír Baluška                            | Marko Daňo                                         |
| 2014   | Marián Gáborík                      | Ján Laco                                   | Zdeno Chára                            | Marián Gáborík                         | Anton Tomko                               | -                                     | Vladimír Baluška                            | Martin Réway                                       |
| 2015   | Marián Hossa                        | Jaroslav Halák                             | Zdeno Chára                            | Marián Hossa                           | Ernest Bokroš                             | -                                     | Vladimír Baluška                            | Martin Réway                                       |
| 2016   | Andrej Sekera                       | Július Hudáček                             | Andrej Sekera                          | Tomáš Tatar                            | Vladimír Országh                          | -                                     | Vladimír Baluška                            | Christián Jaroš                                    |
| 2017   | Marián Hossa                        | Peter Budaj                                | Andrej Sekera                          | Marián Hossa                           | Vladimír Országh                          | Jana Kapustová                        | Vladimír Baluška                            | Martin Fehérváry                                   |
| 2018   | Zdeno Chára                         | Marek Čiliak                               | Zdeno Chára                            | Tomáš Tatar                            | Vladimír Országh                          | Tatiana Ištocyová                     | Vladimír Baluška                            | Martin Fehérváry                                   |
| 2019   | Zdeno Chára                         | Jaroslav Halák                             | Erik Černák                            | Tomáš Tatar                            | Craig Ramsay                              | Nicol Čupková                         | Peter Stano                                 | Adam Liška                                         |
| 2020   | Anketa zrušená pandémie COVID-19    | Anketa zrušená pandémie COVID-19           | Anketa zrušená pandémie COVID-19       | Anketa zrušená pandémie COVID-19       | Anketa zrušená pandémie COVID-19          | Anketa zrušená pandémie COVID-19      | Anketa zrušená pandémie COVID-19            | Anketa zrušená pandémie COVID-19                   |
| 2021   | Erik Černák                         | Branislav Konrád                           | Erik Černák                            | Peter Cehlárik                         | Peter Oremus                              | Nicol Lucák-Čupková                   | Peter Stano                                 | Šimon Nemec                                        |
| 2022   | Juraj Slafkovský                    | Patrik Rybár                               | Erik Černák                            | Juraj Slafkovský                       | Craig Ramsay                              | Nicol Lucák-Čupková                   | Peter Stano                                 | Juraj Slafkovský                                   |
| 2023   | Tomáš Tatar                         | Stanislav Škorvánek                        | Martin Fehérváry                       | Tomáš Tatar                            | Dan Ceman                                 | Nela Lopušanová                       | Peter Stano                                 | Dalibor Dvorský                                    |
| 2024   | Juraj Slafkovský                    | Samuel Hlavaj                              | Martin Fehérváry                       | Juraj Slafkovský                       | Antonín Stavjaňa                          | Lucia Halušková                       | Peter Stano                                 | Juraj Slafkovský                                   |